# Les Tartempions de l'université
Pour plus de détails, voir Fiche technique et Distribution.
Les Tartempions à l'université (The Dover Boys) est un court métrage de dessin animé de la série américaine Merrie Melodies réalisé par Chuck Jones, produit par les Leon Schlesinger Studios et sorti en 1942.

## Synopsis
Présentation de l'université de Pimento, d'un excentrique (que l'on reverra passer de temps à autre ensuite) et enfin du trio populaire, les 3 frères Dove : Tom le sportif costaud, Dick l'intello et Larry le petit rigolo, tous roulant à vélo. Ils vont ainsi chercher leur fiancée Dora Standpipe pour une sortie dans un parc. Elle descend les escaliers et se déplace en flottant, sans mouvement visible des pieds. Quand ils passent devant le bar mal famé de la ville, ils détournent chastement les yeux. Ce bar est fréquenté par Dan Backslide, le méchant (français) de cinéma muet à la peau blême et glauque (vert clair), au jeu d'acteur tout en maniérisme et en outrance. Il jalouse les trois frères et veut aussi se marier à Standpipe, mais seulement pour l'argent. On le voit être en colère, prendre de l'alcool verre après verre à une cadence ultra-rapide, puis reprendre sa diatribe contre les frères. Ces derniers passent à nouveau devant le bar, évitent encore d'y poser le regard. 
Au parc, ils jouent à une partie de cache-cache entre eux : Dora attend contre un arbre pendant que les trois frères se cachent. Ils changent constamment de cachette, s'éloignent de plus en plus, arrivent en ville et finalement se cachent sous le billard sur lequel joue Dan Backslide. Ce dernier décide d'enlever Dora laissée sans protection : il se « recouvre » d'un manteau et prend sa voiture (un ancêtre !) qui le conduit jusqu'à elle. Dans sa précipitation, il déterre l'arbre où Dora, accrochée à lui, continue de compter. Il le remet à sa place et consulte son guide qui lui dit, avec un schéma, comment « enlever au mieux une dame de son arbre ». Il utilise deux démonte-pneus et la projette directement dans la voiture. En cours de route, Dora a fini de compter et remarque enfin qu'elle est capturée. Elle crie à l'aide à chaque frère, l'un après l'autre. Tous l'entendent. Mais le méchant Dan l'emporte dans son lointain « repaire de chasse ». Dora appelle, frappe la porte de ses poings (mais envoie sans effort Dan contre le mur). Cependant, un boy scout a tout vu dans sa longue-vue (à un mètre à travers la fenêtre du repaire), court dans les montagnes, s'arrête pour faire des signes de sémaphore à... un autre boy scout situé à un mètre de lui, qui émet un télégramme. Le porteur du télégramme annonce la nouvelle aux frères, qui se précipitent sur le tandem triple. Chacun en prend une section et en fait un  monocycle. Dora continue à se défendre tout en appelant, au point où Dan, détruit par elle, finit par appeler le trio au secours à son tour. Arrivé enfin devant la porte, le trio chante, puis entre. Tom menace Dan et lui relève son corps meurti, s'en sert comme d'un punching-ball. Tous les trois veulent lui asséner le coup de poing final, mais ils s'assomment entre eux. Apparaît l'excentrique... au bras de Dora. Ils partent ensemble au soleil couchant.

## Fiche technique
Source IMDb
- Réalisation : Chuck Jones (Charles M. Jones)
- Scénario : Tedd Pierce et Chuck Couch ; non cités : Warren Foster et Roy Williams
- Musique : Carl W. Stalling
- Producteur : Leon Schlesinger
- Monteur : Treg Brown
- Société de production : Leon Schlesinger Studios
- Distribution : 
  - États-Unis :
    - 1942 : Warner Bros. cinéma
    - 1956 : Associated Artists Productions (AAP) télévision
    - 1993 : Diamond Entertainment Corporation (DEC) vidéo VHS
    - 2004 : Warner Home Video DVD

  - Monde :
    - 2007 : Reel Media International
- Pays d'origine : États-Unis
- Langue : anglais
- Genre : court métrage de dessin animé comique
- Format : Couleur (Technicolor) - 35 mm - son mono - 1,37:1 - procédé cinématographique : sphérique
- Durée : 9 minutes
- Métrage : 200 m (1 bobine)
- Date de sortie : 
  - États-Unis : 19 septembre 1942 (cinéma)

### Animation

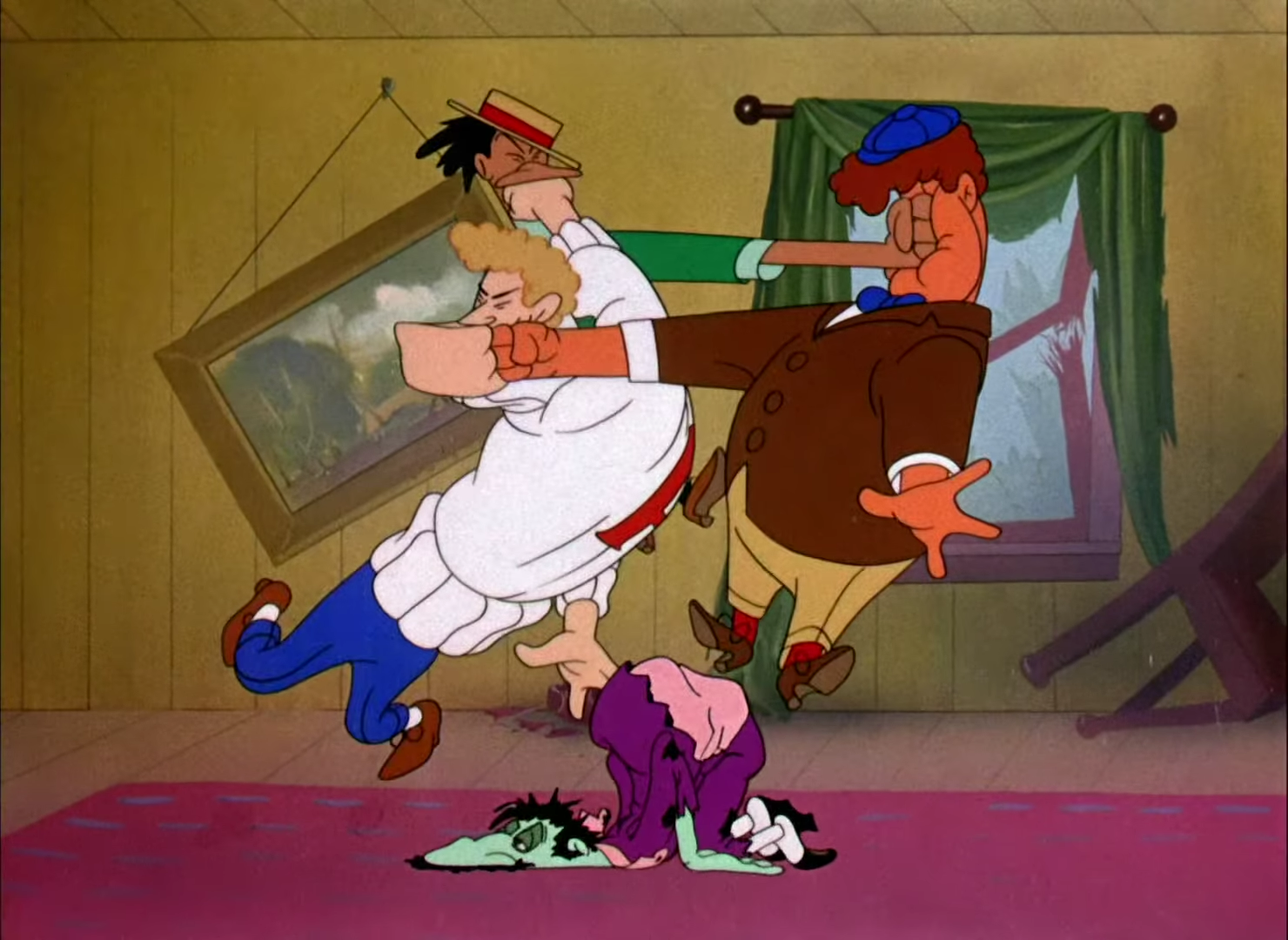
Scène de bagarre finale des trois frères Dover (Tartempions, en version française) contre le vil Dan Backslide qui retient captive Dora Standpipe. Backslide est cependant déjà massacré et à terre.

Animateurs :
- Robert Cannon (seul crédité)
- Phil DeLara
- Ken Harris
- Rudy Larriva
- Ben Washam (en)
- John McGrew (agencement)
- Joyce Weir (assistant animateur)
- Gene Fleury (décors)

## Distribution
Voix originales (personne n'est au générique) :
- Mel Blanc : Dan Backslide, Dick Dover, le porteur de télégramme
- John McLeish : le narrateur
- Tedd Pierce : Tom Dover et Larry Dover
- The Sportsmen Quartet : les chanteurs choristes
- Marjorie Tarlton : Dora Standpipe

Voix françaises : 

## Musiques

Dan Backslide essaie de séparer à l'aide de deux démonte-pneus Dora Standpipe de l'arbre contre lequel elle compte.

Aucune musique ou chanson n'est inscrite au générique :
- Sweet Genevieve

Musique par Henry Tucker, paroles de George Cooper. Les paroles sont changées.
- Ouverture de Guillaume Tell

Musique par Gioachino Rossini.
- While Strolling Through the Park One Day (ou The Fountain in the Park (en))

Musique par Ed Haley (en).
- In My Merry Oldsmobile (en)

Musique par Gus Edwards et paroles de Vincent P. Bryan (en).
- In the Shade of the Old Apple Tree

Musique par Egbert Van Alstyne (en).
- Far Above Cayuga's Waters (ou Alma Mater)

Musique de la chanson Annie Lisle (en), écrite par H.S. Thompson (en).
- Frankie and Johnny

Chanson traditionnelle, attribuée à Hughie Cannon (en).